# Piña de Campos (kommun)
Piña de Campos är en kommun i Spanien.   Den ligger i provinsen Provincia de Palencia och regionen Kastilien och Leon, i den norra delen av landet, 210 km norr om huvudstaden Madrid. Antalet invånare är 257.